# Pål Anders Ullevålseter
Pål Anders Ullevålseter   (Oslo, 7 de desembre de 1968) és un pilot d'enduro noruec, dues vegades Campió d'Europa i especialista en raids africans.
A 1 de gener de 2010

## Trajectòria esportiva
Ullevålseter va començar el 1987 en motocròs i el 1992 va debutar en enduro, aconseguint els campionats europeus de 1998 i de 2000. Aquest darrer any va provar sort en raids, participant en la UAE Desert Challenge. El 2002 participà per primer cop al Ral·li Dakar, acabant-hi novè en el seu debut i esdevenint així el millor d'entre els amateurs. Un any més tard va acabar-hi setè, essent cinquè el mateix any al Ral·li de Tunísia i a la UAE Desert Challenge (aconseguint la seva primera victòria d'etapa).
La seva millor temporada fou el 2004, en què va acabar cinquè al Ral·li Dakar i guanyà el Ral·li dels Faraons, guanyant de passada el Campionat del Món de Ral·lis Cross-Country. L'any següent, 2005, va caure fortament a la desena etapa del Ral·li Dakar i va haver de retirar-se. El 2006, ja recuperat, acabà sisè al Dakar, segon als Faraons i tercer al Ral·li de Tunísia, assolint el tercer lloc final al Campionat del Món. El 2007 va acabar el Dakar en quarta posició, el seu millor resultat en aquella prova fins ara. L'any següent no hi hagué Dakar, ans Ral·li d'Europa Central, i hi acabà setè. El 2009 fou sisè al Dakar, que es tornava a disputar després del parèntesi de l'any anterior.